# Dendrobium dixonianum
Dendrobium dixonianum är en orkidéart som beskrevs av Robert Allen Rolfe och Dorothy Downie. Dendrobium dixonianum ingår i släktet Dendrobium, och familjen orkidéer.
Artens utbredningsområde är Thailand. Inga underarter finns listade i Catalogue of Life.